# 小田切昌次
小田切 昌次（おだぎり まさつぐ）は、戦国時代から江戸時代初期の武将、旗本。

## 経歴・人物
天正11年（1583年）、16歳で徳川家康に拝謁する。文禄元年（1592年）、文禄の役に従軍し、肥前国名護屋（現：佐賀県唐津市鎮西町名護屋）に至る。同年11月1日に大番となり、蔵米三百俵を賜う。のち大坂の陣では苅田の奉行を務め、そののち具足奉行に転じた。